# Näsåker
Näsåker är en tätort i Ådals-Lidens socken, Sollefteå kommun. Näsåker ligger efter Ångermanälven och nedanför samhället finns talrika fornlämningar och cirka 2 300 hällristningar i Nämforsen.

## Näringsliv
Tidigare dominerade Vattenfall som arbetsgivare för arbetskraft vid Nämforsens kraftverk, men har sedan något decennium[när?] kraftigt dragit ned på personal i Näsåker, från cirka 150 till idag cirka 15.[källa behövs]

## Evenemang
I Näsåker arrangeras under första helgen i augusti varje år världsmusikfestivalen Urkult sedan 1995. Urkult är den i särklass viktigaste enskilda företeelsen ur besöksnäringsperspektiv för Näsåker och Sollefteå kommun. Urkult har sedan flera år minskat i antal besökare.

## Näsåker i populärkulturen
Lars Martin Johansson, en polis i Leif G.W. Perssons kriminalromaner, är från Näsåker.

## Befolkningsutveckling
| Befolkningsutvecklingen i Näsåker 1960–2020 | Befolkningsutvecklingen i Näsåker 1960–2020 | Befolkningsutvecklingen i Näsåker 1960–2020 | Befolkningsutvecklingen i Näsåker 1960–2020 | Befolkningsutvecklingen i Näsåker 1960–2020 |
| ------------------------------------------- | ------------------------------------------- | ------------------------------------------- | ------------------------------------------- | ------------------------------------------- |
|                                             |                                             |                                             |                                             |                                             |
| År                                          |                                             |                                             | Folkmängd                                   | Areal (ha)                                  |
| 1960                                        | 1960                                        |                                             | 765                                         |                                             |
| 1965                                        | 1965                                        |                                             | 747                                         |                                             |
| 1970                                        | 1970                                        |                                             | 745                                         |                                             |
| 1975                                        | 1975                                        |                                             | 658                                         |                                             |
| 1980                                        | 1980                                        |                                             | 658                                         |                                             |
| 1990                                        | 1990                                        |                                             | 654                                         | 97                                          |
| 1995                                        | 1995                                        |                                             | 642                                         | 98                                          |
| 2000                                        | 2000                                        |                                             | 576                                         | 98                                          |
| 2005                                        | 2005                                        |                                             | 541                                         | 99                                          |
| 2010                                        | 2010                                        |                                             | 513                                         | 98                                          |
| 2015                                        | 2015                                        |                                             | 526                                         | 137                                         |
| 2020                                        | 2020                                        |                                             | 509                                         | 137                                         |
|                                             |                                             |                                             |                                             |                                             |